# ウィン OR ルーズ
『ウィン OR ルーズ』（原題: Win or Lose）は、ピクサー・アニメーション・スタジオが制作し、Disney+で配信予定のアメリカのアニメーションテレビシリーズ。ピクサーにとって初のオリジナル長編アニメーションシリーズであり、キャリー・ホーブソンとマイケル・イエーツが企画、脚本、監督を務める。彼らはまた、デヴィッド・ラリー、ピート・ドクター、アンドリュー・スタントン、リンジー・コリンズとともに製作総指揮も担当している。
このシリーズは、中学校の男女混合ソフトボールチーム「ピクルス」を描き、大会決勝戦に向けた1週間の出来事を、各エピソードごとに異なるメンバーの視点から描写し、独自のビジュアルスタイルが特徴となっている。
出演者には、ウィル・フォーテ、ミラン・レイ、ローサ・サラザールが名を連ねる。ピクサーはDisney+の創設後、オリジナル長編シリーズの開発に取り組み、2020年12月のディズニー投資家デーでホーブソンとイエーツによる企画が公式に発表された。『ウィン or ルーズ』のアイデアは、彼らが『トイ・ストーリー4』（2019年）の制作中に、同じ出来事に対して異なる反応をした経験から着想を得たもの。
アニメーションスタイルは各エピソードで変化し、通常の作品からさらに差別化されており、ブレンダン・ビーズリー、ブランドン・カーン、トム・ザックがアニメーション部門を担当している。ドクターはこのシリーズを「人生における勝利を目指す中での愛やライバル関係、困難を描くコメディ」と表現している。音楽はラミン・ジャヴァディが担当している。
『ウィン or ルーズ』は2025年2月19日にDisney+で配信開始予定で、全8エピソードから構成される。

## ストーリー
『ウィン or ルーズ』は、中学校の男女混合ソフトボールチーム「ピクルス」を描き、大きな決勝戦に向けた1週間の出来事を追っている。各20分のエピソードは、同じ出来事を「ピクルス」の異なるメンバーの視点から描いており、選手だけでなく、その親や審判の視点も含まれる。特に2つの物語が強調されて展開される。

## キャスト

### メインキャスト
- コーチ・ダン：ウィル・フォーテ - ソフトボールチーム「ピクルス」のコーチ[3]
- アイザック・ワン（英語版）[4]
- イアン・チェン（英語版）[4]
- ジョー・ファイアストーン（英語版）[4]
- ロシェル：ミラン・レイ - キャッチャーで、すべてがうまくいかない悪い日を過ごしているが、優秀な生徒であり、あらゆることに積極的に取り組む「ティーンエイジCEO」として描かれている[5]。
- ジョシュ・トムソン（英語版）[4]
- エリン・キーフ[4]
- ロージー・フォス[4]
- ヴァネッサ：ローサ・サラザール - ロシェルのシングルマザー[5]

### その他
- フランク：審判で、ファウル判定に対して両親に怒鳴られることに苦労している[6]。
- 自己中心的なピッチャー：自分のことしか考えていないが、彼のエピソードで彼がある少女に恋をしていることが明らかになる[6]。

## エピソード
すべてのエピソードは、キャリー・ホーブソンとマイケル・イエーツが監督および脚本を担当している。
| 通算話数 | タイトル       | 公開日        |
| -------- | -------------- | ------------- |
| 1        | コーチの子     | 2025年2月19日 |
| 2        | 審判           | 2025年2月19日 |
| 3        | スパイク       | 2025年2月26日 |
| 4        | ママの事情     | 2025年2月26日 |
| 5        | ぼくを見て     | 2025年3月5日  |
| 6        | 素直になりたい | 2025年3月5日  |
| 7        | プレッシャー   | 2025年3月12日 |
| 8        | 居場所         | 2025年3月12日 |

## 製作

### 開発
2020年12月10日、ディズニーの投資家向けイベント「Investor Day」にて、ピクサーはDisney+向けのオリジナルシリーズ『ウィン or ルーズ』を発表した。キャリー・ホーブソンとマイケル・イエーツが企画・脚本・監督を務め、デヴィッド・ラリーがプロデューサーとして参加することが発表された。ピクサーの最高クリエイティブ責任者ピート・ドクターは、このシリーズについて「ソフトボールそのものではなく、人生での勝利を目指す中で私たちが直面する愛やライバル関係、挑戦を描くコメディだ」と述べている。シリーズは20分のエピソードで構成される。
『トイ・ストーリー4』（2019年）の制作中、ホーブソンとイエーツは同じクリエイティブミーティングに対して異なる解釈をしていることに気づき、これを元に、1つの出来事を中心に各キャラクターが異なる葛藤を抱えるというアイデアを基にしたアニメーションシリーズの開発を進めた。ホーブソンは『ウィン or ルーズ』について、ピクサーの長編映画のユーモアや感動を持ちながらも、異なるストーリーテリングを行うシリーズだと説明している。また、「これは『羅生門』のような話ではなく、むしろキャラクターを知っていると思ったら、幕が開いて彼らが別の何かを抱えていることがわかる」と述べている。ホーブソンとイエーツは、ラリー、ドクター、アンドリュー・スタントン、リンジー・コリンズと共にエグゼクティブプロデューサーを務めている。
『ウィン or ルーズ』はピクサー初の長編アニメーションシリーズであり、既存の作品に基づいていないオリジナル作品としても初めてのものである。ピクサーはDisney+の創設後、TVシリーズの開発を検討し始めた。TVシリーズのフォーマットが選ばれた理由の一つは、キャラクターの視点を掘り下げる長いストーリーテリングを実験するためであり、またテレビへの愛も大きな要因だったという。映画では不可能なことをテレビで実現できる点も、もう一つの理由であった。ホーブソンとイエーツは、エピソード形式での制作方法を学ぶ必要があったとも述べている。
2023年7月17日、デヴィッド・ラリーはSNS「X」で、シリーズのポストプロダクションが完了したことを発表した。

### 脚本
ホーブソンとイエーツによると、シリーズの主要なテーマは「物事は見かけ通りではない」という点と、異なる視点から物事を捉えることに焦点を当てている。特に、同じ場所にいる人々でも、それぞれ異なる経験をしていることに注目している。各エピソードは異なるキャラクターに焦点を当てており、キャラクターは最初に別のエピソードで紹介され、その後、そのキャラクターのエピソードで初登場時の印象を深掘りして描かれる。ホーブソンは、キャラクターたちは彼女とイエーツ自身、そしてこれまでの人生で出会った人々や彼ら自身の経験からインスピレーションを得たものだと語っている。

### キャスティング
2022年9月9日、D23 Expoにてウィル・フォーテが主演キャラクターのコーチ・ダンの声を担当することが発表され、同日に初公開となるイメージが公開された。フォルテのコーチ役での声の演技は、映画『アラジン』（1992年）でロビン・ウィリアムズがジーニーを演じた際の影響を受けているという。イエーツは「ウィルは常にアドリブを加えてくれました。素晴らしいアイデアの洪水でした。最も難しかったのは、5分のシーンで腹を抱えて笑うような場面を3分にまとめることでした！」と語っている。
2023年6月16日、アヌシー国際アニメーション映画祭にて、ミラン・レイとローサ・サラザールが声優キャストに加わったことが発表された。

### アニメーション
マーク・C・ハリスとジニ・クルーズ・サントスがシリーズのアニメーションスーパーバイザーを務め、ケヴィン・アンドラス、ルーカス・フラガ・パチェコ、ステファン・シューマッハーがディレクティングアニメーターとして参加している。アニメーションは長編映画に携わったアーティストクルーによって提供されており、『ウィン or ルーズ』には長編映画よりも多くのアニメーターが参加している。
このシリーズでは、視覚的なメタファーが多用されており、いくつかのキャラクターには複数のメタファーが反映されている。各エピソードでアニメーションスタイルが変化し、ピクサーの通常の作品とは一線を画す仕上がりになっている。例えば、ロシェルの物語は段ボールのジオラマのようなビジュアルが採用されており、ソフトボールのシーンは伝統的なスポーツアニメを模倣している。このスタイルは各キャラクターの視点を視覚化するために採用された。
制作チームはキャラクターの動きがそのキャラクター性を表すように、アニメーターと緊密に連携して作業を行った。また、シリーズでは2Dアニメーションも使用されており、プロデューサーによると、これは物語の要求に応じて決定されたものだという。

### 音楽
2023年6月16日、ラミン・ジャヴァディがシリーズの作曲を担当することが明らかになった。彼は2023年8月14日にスコアの録音を開始した。シリーズのオリジナルソングは、デュオ「Campfire」（シェーン・エリとジョニー・パクファー）によって、ジャヴァディのテーマに基づいて作詞・作曲およびプロデュースされた。Campfireはまた、シリーズのスコアに追加音楽も提供している。

### 削除
2024年12月、トランスジェンダーに関する台詞について削除したことがハリウッド・リポーターから報じられた。ディズニーはCNNの取材に対して、「若年層向けのアニメコンテンツに関して、我々は保護者の意向を認識している。彼らの多くは特定の主題について、自分たちなりの言葉やタイミングで子どもと話し合うのを望んでいる」とコメントした。なお、該当のキャラクターについては引き続き本作品に登場する。

## 公開
『ウィン or ルーズ』は当初、2023年12月にDisney+で配信開始予定と発表されていた。しかし、2023年11月15日に2024年に延期されることが発表された。その後、2024年12月6日に配信予定とされたが、再度延期され、2025年2月19日に公開されることが決定した。この変更により、ピクサーの別シリーズ『『インサイド・ヘッド』の世界より:ライリーの夢の製作スタジオ』との配信日が入れ替わる形となった。シリーズは全8エピソードで構成され、毎週1話ずつ配信される予定。
日本でもアメリカと同日（2025年2月19日）に公開されることが2025年1月に発表された。

### マーケティング
2021年11月12日、2021年のDisney+ Dayの特別イベントで、ピクサーは『ウィン or ルーズ』のコンセプトアートを初公開し、シリーズに登場するキャラクターたちの一部が紹介された。この公開は、ピクサーファンから主に好意的な反応を受けた。2022年9月9日のD23 Expo 2022では、ホーブソンとイエーツがシリーズの初映像を発表した。
2023年6月16日には、アヌシー国際アニメーション映画祭で「ヴァネッサ：クールなママ」というエピソードの映像が上映された。そして、2024年8月9日、公式トレーラーが公開された。